# Amin Al-Hamawi
Amin Raafat Ali Al-Hamawi, född 17 december 2003 är en svensk-irakisk fotbollsspelare (anfallare) som spelar för Wisla Plock.

## Klubblagskarriär
Amin Al-Hamawis moderklubb är Högaborgs BK, men han gjorde redan som åttaåring flytten till Helsingborgs IF.
Efter att ha öst in mål i P19-Allsvenskan 2021 fick Al-Hamawi A-lagsdebutera för Helsingborgs IF den 5 februari 2022, då han gjorde ett inhopp i träningsmatchen mot Hvidovre IF. Debuten följdes av att han i mars skrev på sitt första A-lagskontrakt med klubben. I samband med det lånades Al-Hamawi också ut till division 1-klubben Torns IF, där ett samarbetsavtal gjorde det möjligt för honom att representera båda klubbarna 2022.
En succéartad start i Torns IF – med tre mål på fyra matcher – ledde till att Al-Hamawi fick debutera i Allsvenskan den 27 juni 2022. Han stod då för ett inhopp när hans HIF förlorade Skånederbyt mot Malmö FF med 1-2. Några veckor senare fick han också starta sin första allsvenska match, då Helsingborgs IF föll med 0-2 mot Djurgårdens IF den 11 juli 2022. Efter att ha alternerat mellan Helsingborgs IF och Torns IF under sommaren avslutade Al-Hamawi säsongen hos HIF. I 1-3-förlusten mot Varbergs BoIS den 15 oktober 2022 kom också det första allsvenska målet. Trots genombrottet slutade säsongen i moll, då Helsingborgs IF åkte ur Allsvenskan 2022.
Säsongen 2023 etablerade sig Al-Hamawi som startspelare i ett Helsingborgs IF som genomlevde en tuff säsong i Superettan.
I maj 2024 värvades han av Sandvikens IF, där han skrev på ett treårskontrakt. 
I december 2024 kontrakterades Al-Hamawi av polska Wisla Plock.

## Landslagskarriär
Amin Al-Hamawi har möjlighet att representera Sverige, Irak och Jordanien på landslagsnivå.
I maj 2022 blev Al-Hamawi uttagen i Iraks trupp till U23-Asiatiska Mästerskapen. Han landslagsdebuterade i en träningsmatch mot Iran den 24 maj 2022, men blev sedan utan speltid i mästerskapet där Irak åkte ut i kvartsfinal mot Uzbekistan.

## Karriärstatistik
| Klubb              | Säsong             | Liga               | Liga    | Liga | Nationell cup | Nationell cup | Totalt  | Totalt |
| Klubb              | Säsong             | Division           | Matcher | Mål  | Matcher       | Mål           | Matcher | Mål    |
| ------------------ | ------------------ | ------------------ | ------- | ---- | ------------- | ------------- | ------- | ------ |
| Helsingborgs IF    | 2022               | Allsvenskan        | 9       | 2    | 0             | 0             | 9       | 2      |
| Helsingborgs IF    | 2023               | Superettan         | 28      | 5    | 4             | 2             | 32      | 7      |
| Helsingborgs IF    | Totalt             | Totalt             | 37      | 7    | 4             | 2             | 41      | 9      |
| Torns IF (lån)     | 2022               | Ettan Södra        | 11      | 7    | 0             | 0             | 11      | 7      |
| Sandvikens IF      | 2024               | Superettan         | 17      | 5    | 1             | 0             | 18      | 5      |
| Totalt i karriären | Totalt i karriären | Totalt i karriären | 65      | 19   | 5             | 2             | 70      | 21     |

## Personligt
Amin Al-Hamawi föddes i Jordanien av irakiska föräldrar men växte upp i Helsingborg.